# Thomas Corcoran (alcalde)
Thomas Corcoran Jr. (1754 - 27 de enero de 1830) fue un comerciante irlandés americano que sirvió como alcalde de la ciudad de Georgetown, Distrito de Columbia y 22 términos en el Consejo Común de Georgetown. También ocupó varios cargos en el estado de Maryland y en el Distrito de Columbia. Fue uno de los primeros filántropos de Georgetown y Washington, y padre del banquero y filántropo William Wilson Corcoran.

## Vida y carrera

### Primeros años en Irlanda y Maryland
Thomas Corcoran Jr. nació en 1754 (no se conoce la fecha exacta) en el condado de Limerick en el Reino de Irlanda. Thomas Sr. había emigrado a Irlanda desde Londres, y los Corcoran eran una familia mercantil. El tío de Thomas, William Wilson, emigró en 1769 a la ciudad de Baltimore en la provincia de Maryland en Norteamérica. Thomas Jr. emigró al Baltimore en 1783, donde ocupó un puesto de empleado en el negocio de importación y exportación de su tío. Durante los años siguientes, William Wilson se convirtió en uno de los mayores importadores de Maryland. Entre 1783 y 1788, Thomas hizo tres viajes de negocios a bordo de los barcos mercantes de su tío, viajando dos veces a la ciudad de Cork en Irlanda y una a Ámsterdam en los Países Bajos.
Corcoran se casó con Hannah Lemmon de Baltimore en 1788. Ese año, viajó al sur con la intención de establecerse en Richmond, Virginia. Sin embargo, la primera parada de Corcoran fue el pueblo de Georgetown, en la orilla norte del río Potomac, en el sur de Maryland. Impresionado con el gran número de barcos de alta mar que atracaban en el puerto de Georgetown, Corcoran decidió renunciar a su viaje a Richmond y establecerse en Georgetown. Trajo a su esposa e hijos a Georgetown a finales de 1788, y alquiló una casa en Congress Street (ahora 31st Street NW) desde donde operaba una tienda de zapatos y un negocio de artículos de cuero. Rápidamente se hizo rico suministrando zapatos para la facultad y los estudiantes del cercano Georgetown College. Corcoran también comenzó a comprar tabaco y semillas de lino para exportar en los barcos de su tío. Construyó una casa de ladrillo de tres pisos en 122 Bridge Street (ahora M Street NW) y se mudó a ella en 1791.
Corcoran se convirtió en uno de los ciudadanos más ricos de Georgetown y del Distrito de Columbia en el tiempo. Más tarde se convirtió en director del Bank of Columbia y fue miembro del consejo de administración del Columbia College. Dejó el negocio del cuero y el calzado para dedicarse a la banca y a los bienes raíces, donde hizo su fortuna.

### Consejo Común de Georgetown y alcalde
La posición de Corcoran en la comunidad lo convirtió también en una figura política de primer orden. Georgetown fue incorporado por la Asamblea General de Maryland el 25 de diciembre de 1789. La carta de la ciudad preveía un alcalde, un registrador, varios concejales y un "consejo común" de 10 personas. La primera reunión registrada del consejo común fue el 28 de noviembre de 1791. Corcoran fue elegido 22 veces al Consejo Común de Georgetown. Fue elegido alcalde de Georgetown por primera vez en 1795 para un mandato de un año que comenzó el 7 de enero de 1805. Su predecesor fue Daniel Reintzel, un exitoso desarrollador de bienes raíces bajo el cual Georgetown había prosperado rápidamente. Corcoran cumplió un solo mandato inicialmente, siendo reemplazado en 1806 por Reintzell. Corcoran fue elegido nuevamente alcalde de la ciudad para los períodos que comenzaron en enero de 1808, enero de 1809 y enero de 1810. David Wiley lo sucedió por un solo término, y Corcoran sirvió su último término como alcalde de Georgetown en 1812. Después de la Quema de Washington el 24 de agosto de 1814, durante la Guerra de 1812, algunos miembros del Congreso deseaban trasladar la capital de la nación fuera del Distrito de Columbia. Corcoran ofreció rápidamente al Congreso y a la rama ejecutiva el uso del Georgetown College mientras se reconstruían la Casa Blanca y el Capitolio de los Estados Unidos.
Las Trece Colonias declararon su independencia de Gran Bretaña en julio de 1776, y la lograron con el Tratado de París en 1783 (que puso fin a la Guerra Revolucionaria Americana). Con la ratificación de la Constitución de los Estados Unidos en 1788, era necesario elegir una nueva capital nacional. El 9 de julio de 1790, el Congreso aprobó la Ley de Residencia, que aprobó la creación de una capital nacional en el río Potomac. La ubicación exacta fue elegida por el presidente George Washington, quien eligió una parte de los estados de Maryland y Virginia el 24 de enero de 1791. La tierra de Maryland ya era propiedad de David Burns, Daniel Carroll, Samuel Davidson, Robert Peter y Notley Young (más tarde conocidos como los "patentados originales"), y Washington necesitaba negociar con ellos la compra de su propiedad. Viajó a Georgetown para reunirse con los titulares originales de las patentes en marzo de 1791. Washington fue recibido a la entrada de la aldea por Corcoran y un grupo de 50 hombres a caballo. Corcoran pronunció un discurso y expresó el apoyo del grupo a los esfuerzos de Washington.

### Nombramientos en Maryland y federales
Hasta el 1 de diciembre de 1800, los ciudadanos del Distrito de Columbia podían votar en elecciones federales, estatales y locales tanto en Maryland como en Virginia. En 1794, el gobernador de Maryland, Thomas Sim Lee, nombró a Corcoran ayudante del 18º Regimiento de la milicia de Maryland. El gobernador Benjamin Ogle lo ascendió a capitán en 1799.
El presidente Thomas Jefferson nombró a Corcoran miembro del Tribunal de Reclamaciones del Distrito de Columbia en 1801. Este organismo, que tenía la autoridad de una comisión del condado, ayudó a administrar la parte del Distrito de Columbia que no estaba incluida en la ciudad de Washington ni en la ciudad de Georgetown. Corcoran fue nombrado nuevamente para el cargo por el presidente James Madison en 1809, el presidente James Monroe en 1817, el presidente John Quincy Adams en 1825 y el presidente Andrew Jackson en 1829. Todavía era miembro de la Corte de Levantamiento en el momento de su muerte.  Su reputación también le valió a Corcoran un puesto en el primer gran jurado del Distrito de Columbia (en 1801).
El presidente Madison nombró a Corcoran Postmaster de Georgetown en 1815. Corcoran mantuvo la posición lucrativa hasta su muerte.

## Vida y muerte personal
Corcoran fue miembro de por vida de la Iglesia Episcopal, y fue vestuarista en la Iglesia Episcopal de San Juan de Georgetown. Corcoran era un destacado filántropo, y donó sumas sustanciales de dinero al Columbian College, Christ Church of Georgetown, Holy Trinity Catholic Church y St. John's Episcopal Church of Georgetown. También dio generosamente para crear y dotar cementerios católicos en Georgetown y sus alrededores.
No se sabe nada sobre la primera esposa de Thomas Corcoran, salvo que ella murió y no tuvieron hijos. No se sabe si se casó en Irlanda o en Estados Unidos, cuándo se casó, cuánto tiempo duró el matrimonio, cuál era su nombre, qué edad tenía o de qué murió.
Thomas y Hanna Corcoran tuvieron 12 hijos (seis niños y seis niñas), seis de los cuales sobrevivieron hasta la madurez: James, Eliza, Thomas Jr., Sarah, William y Ellen. Su hijo menor, William Wilson Corcoran, se convirtió en uno de los hombres más ricos del Distrito de Columbia a través de sus actividades bancarias, y fundó el Cementerio Oak Hill y la Galería de Arte Corcoran.
Thomas Corcoran murió de causas no especificadas en su casa de Georgetown el 27 de enero de 1830. No está claro dónde fue enterrado inicialmente, aunque el erudito en cementerios y entierros Wesley Pippenger cree que es probable que haya sido enterrado en el cementerio presbiteriano de Georgetown. Sin embargo, William Wilson Corcoran desenterró los restos de su padre y su madre y los volvió a enterrar en el cementerio de Oak Hill poco después de 1850. Fueron enterrados bajo un pilar de granito gris del Renacimiento románico cerca del mausoleo de Corcoran.
Corcoran es uno de los dos alcaldes de Georgetown que han nombrado una escuela pública de Washington, D.C. en su honor. La Escuela Corcoran, inaugurada en 1889, cerró en 1951. Luego pasó 30 años como espacio administrativo antes de ser vendido al Sindicato de Trabajadores de Hoteles y Restaurantes, que lo utilizó durante más de 20 años.